# Saint David Parish (Grenada)

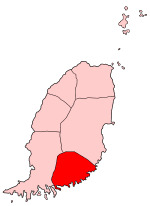
St. David

Saint David Parish ist mit einer Fläche von 44 km² das viertgrößte Parish in Grenada. Da es keinen Hauptort hat, wird es oft als „The Virgin Parish“ (die jungfräuliche Parochie) bezeichnet. Saint David hat 12.877 Einwohner (Stand: 2011) und eine Bevölkerungsdichte von 293 Einwohnern pro Quadratkilometer.

## Geographie
Saint David Parish erstreckt sich über die Südostküste von Grenada. Es grenzt im Osten an Saint Andrew und im Westen an Saint George. Die Grenze des Parish verläuft von der Küste in Parabelform bis in die Bergregionen des Perdmontempts im Landesinneren. Die Küste selbst wird durch spektakuläre Landzungen und Buchten gebildet, an denen einige beliebte Badestrände liegen. Die felsige Küste geht gemächlich über in das zentrale Bergland. Die Besiedlung konzentriert sich entlang der einzigen nennenswerten Straße und die verschiedenen Siedlungen gehen beinahe nahtlos ineinander über. Namhafte Orte sind: Terra Cannes, Bellevue mit der Saint Joseph’s Roman Catholic Primary School, Crochu, Thebaide mit der Church of The Immaculate Conception & St. Joseph; Belle Isle, Petit Etang; der Hauptort St Davids und Maulti mit der Church of the Nazarene und der St.David’s SDA-Kirche, Stetsenville mit Syracuse und Corinth mit der Ebenezer Penticostal Tabanacle sowie dem Corinth Cemetery und La Cheaseur an der Küste, Windsor Forest, Barrow, Epping Forest, Red Gate, Beaton, Becke Moui mit der Westerhall Secondary School und der Good Shepherd-Catholic Church; sowie Westerhall mit der Halbinsel Westerhall Land Settlement.
Namhafte Berge sind: Mount Sinai (494 m), Mount Maitland (397 m) und Mount Airy.

## Geschichte
1609 wurde der Ort Megrin an St. David’s Point angelegt. 1721 wurde die katholische Parochie Megrin von den Franzosen neu eingerichtet. 1747 war Megrin in St David eine der sechs Kirchen und Parishes in Grenada. Im Zuge von Fédon’s Rebellion (1795–1796) kam es zu einem Scharmützel bei der Kirche. Die englischen Soldaten zogen sich in der Kirche zurück und verschanzten sich dort über Nacht. Die Kirche wurde zerstört und nie wieder aufgebaut.
Seit den 1950er Jahren wurde St David’s zum Stützpunkt von Eric Gairy der von Aruba kam und in St. David’s Parish den Rückhalt für seine „Sky Red“-Rebellion gegen die britische Herrschaft fand, die 1974 schließlich zur Unabhängigkeit von Grenada führte.
Das Parish war auch Schauplatz des New Jewel Movement, welches in der Grenada Revolution am 13. März 1979 seinen Höhepunkt fand. Theodore „Teddy“ Victor, Sebastian Thomas, Unison Whiteman und Wally Jeremiah, die mit der Oppositionspartei Grenada National Party (GNP) unter Herbert Blaize unzufrieden waren, entschlossen sich eine Basisbewegung zu organisieren und die „Massen von Grenada“ zu mobilisieren. Dazu benutzten sie ihre Zeitschrift The New Jewel.
Die Konfrontation mit dem Gary Regime entzündete sich vor allem an dem Verkauf des beliebten Strandes von La Sagesse, der an den britischen Lord Brownslow verkauft worden war und darauf von den Einheimischen nicht mehr betreten werden durfte.

## Wirtschaft
In dem locker besiedelten Teil der Insel gewinnt Ökotourismus zunehmend an Bedeutung. Der Anbau von Obst und Zuckerrohr ist aber weiterhin der wichtigste Wirtschaftszweig.

## Sehenswürdigkeiten
- Church of The Immaculate Conception & St. Joseph in Thebaide